# Цитен (Барним)
Цитен (нем. Ziethen) — община в Германии, в земле Бранденбург.
Входит в состав района Барним. Подчиняется управлению Йоахимсталь (Шорфхайде). Население составляет 459 человек (на 31 декабря 2010 года). Занимает площадь 24,33 км².
Коммуна подразделяется на 2 сельских округа.
| Год  | Население |
| ---- | --------- |
| 2005 | 486       |
| 2010 | 485       |

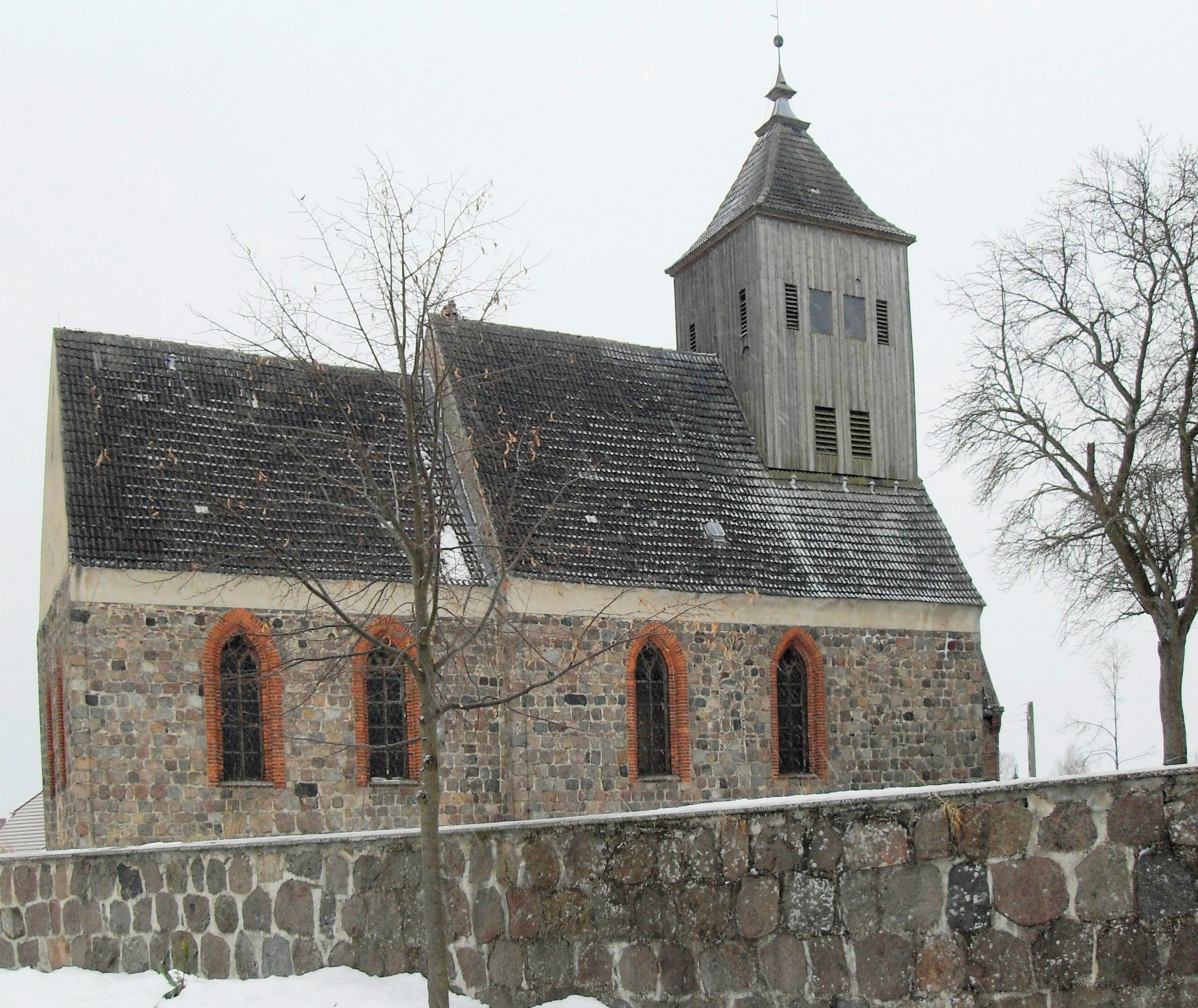
Groß-Ziethen
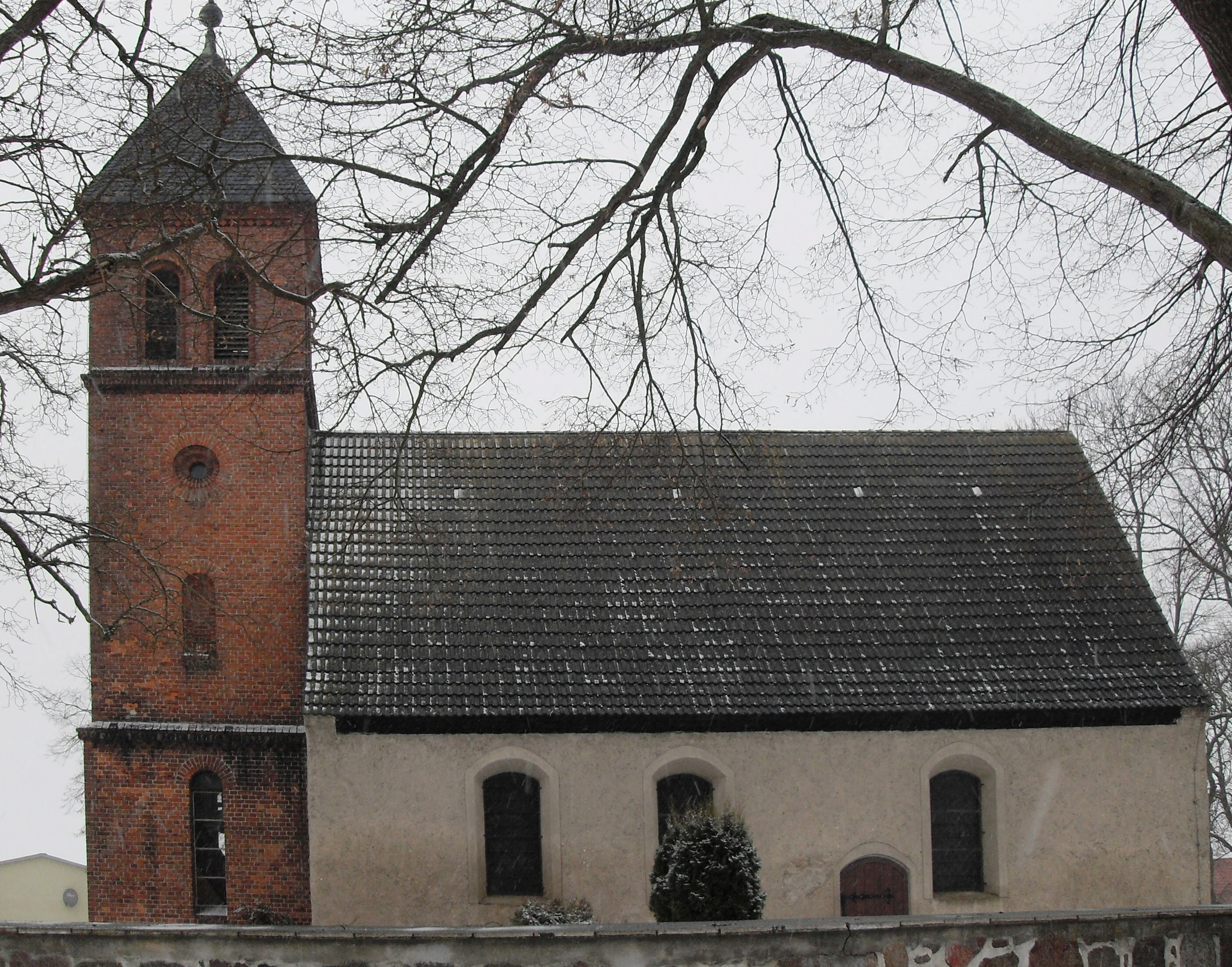
Klein Ziethen
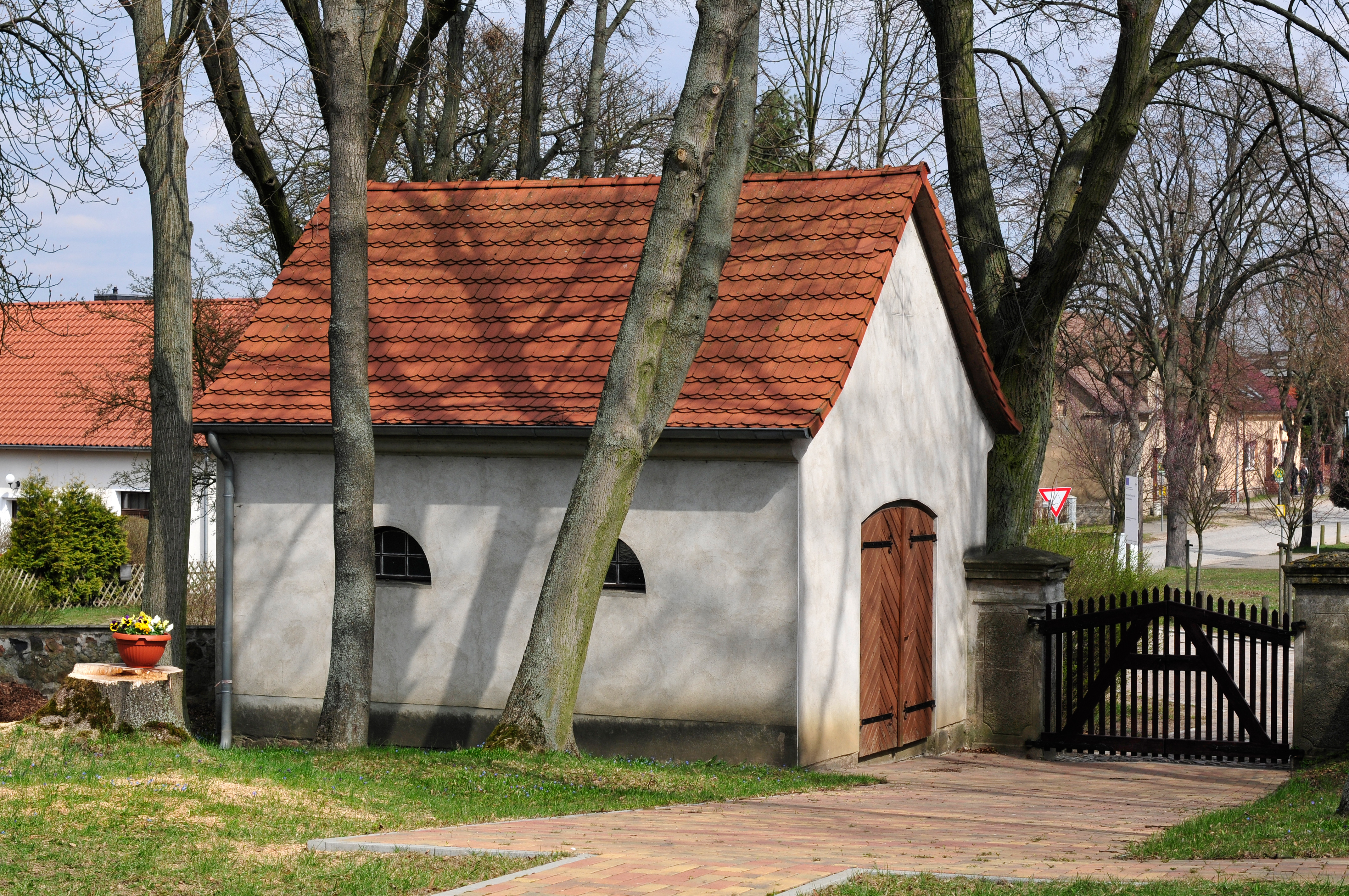
Kapelle auf dem Friedhof Klein Ziethen